# كتاب الصبي
كتاب الصبي، هو رواية خيالية تاريخية للشباب من تأليف كاثرين جيلبرت موردوك ونشرت في فبراير 2018. يروي الكتاب رحلة الصبي الذي يحمل اسمه، والذي يرافق الحاج سيكوندوس أثناء جمع الآثار المرتبطة بالقديس بطرس.تم تسميته كتاب نيوبيري هونور في يناير 2019.

## ملخص المؤامرة
الصبي يتيم يعمل راعي ماعز في عزبة السير جاك. يصادف الحاج سيكوندوس في الحقول ويوجهه إلى القصر، حيث يقنع سيكوندوس الطباخ بإعارة الصبي كخادم له في رحلة حج إلى أقرب مدينة كبيرة خطوة القديس بطرس.أثناء مغادرتهم لرحلتهم، يربط سيكوندوس حزمة غامضة إلى حدب الصبي ويهدده بالموت إذا كان عليه أن يلقي نظرة خاطفة على الداخل أو يهرب بها.خلال الليلة الأولى معًا، يكشف سيكوندوس عن سعيه إلى صبي؛ إنه يبحث عن سبع قطع أثرية من جسد القديس بطرس:«ضلع ضلع إبهام وذقن غبار جمجمة قبر». بناءً على هذه القائمة، ستنتهي رحلتهم في روما، في أم جميع الكنائس.
تدور أحداث القصة في عام 1350 المقدس، بينما كان الموت الأسود يجتاح أوروبا؛ قبل أن تبدأ الرواية، استسلمت زوجة السير جاك وأطفاله الثلاثة للطاعون بصفته يتيمًا ومشوهًا مع حدب، تعرض الصبي للتنمر طوال حياته ولديه إحساس عميق بالخزي من الآخر، على الرغم من أنه قادر على الراحة في علاقته الغريبة مع الحيوانات.

## تطوير
أشارت موردوك إلى أنها تأثرت بجوناثان سترينج والسيد نوريل من سوزانا كلارك، حيث طورا الحوار لموازنة الدقة في المفردات التاريخية مع سهولة القراءة للجماهير الحديثة.

### تاريخ النشر
• (6 فبراير 2018) كتاب الصبي (1اس تي اتش إي دي).جرينويلو كتب اي اس بي ان 978-0-06-268620-6.
• (6 فبراير 2018) كتاب الصبي (1اس تي كتاب أي دي)جرينويلو كتب اي اس بي ان 978-0-06-268622-0.
• (2 أغسطس 2018) كتاب الصبي (محرر المملكة المتحدة). كتب بيت الدجاج. اي اس بي ان978-1911490579.

## استقبال
في مراجعة مميّزة بنجمة، وصفتها استعراض كيركوس بأنها «مهمة شريرة مليئة بالمرح تلتف وتتحول بنار غنائية». كريستوفر هيلي، في مراجعة لصحيفة نيويورك تايمز،كان لديه مشاعر مختلطة حول «النهاية الغامضة فنياً» والتي «لا تعطي إجابة صريحة للسؤال[حول ما إذا كان يجب على الصبي إخفاء نفسه الحقيقي]». أعطى كتاب هورن الرواية نجمة، وفي مراجعتها، كتبت سارة إليس أن الصبي «كائن معقد ومقنع، جودة تعريفه هي الخير.»  في مراجعتها لمجلة مكتبة المدرسة،وصفت إليزابيث بيرد الصبي أيضًا بأنه «التجسيد الحي للطف والبهجة» ووجهت تباينًا مع الحالة الحالية لأدب الأطفال: «لدينا الكثير من الكتب المظلمة والكئيبة والضرورية.مرة، مرة واحدة فقط، لنستمتع بالشخص الذي لا يخشى السماح بدخول القليل من الضوء والضحك.» 
أطلقت جمعية المكتبات الأمريكية على كتاب الصبي لقب كتاب الشرف نيوبري في مؤتمرها السنوي في يناير 2019.

## روابط خارجية
- "The Book of Boy". Publishers Weekly. مؤرشف من الأصل في 2020-10-06.

«جولة في المدونة» مع محتوى من المؤلف يصف البحث والتطوير في الرواية:
- Murdock, Catherine Gilbert (23 أكتوبر 2018). "Getting Real: Fact versus Fiction versus Fantasy in The Book of Boy". Chat with Vera [blog]. مؤرشف من الأصل في 2020-10-06. اطلع عليه بتاريخ 2019-02-04.
- Murdock, Catherine Gilbert (24 أكتوبر 2018). "The Relics of Me". Christy's Cozy Corners [blog]. مؤرشف من الأصل في 2020-10-06. اطلع عليه بتاريخ 2019-02-04.
- Murdock, Catherine Gilbert (25 أكتوبر 2018). "Fun Facts on the Middle Ages". Beach Bound Books [blog]. مؤرشف من الأصل في 2020-10-06. اطلع عليه بتاريخ 2019-02-04.
- Murdock, Catherine Gilbert (25 أكتوبر 2018). "Best of the Best from Way Back When". Java John Z's [blog]. مؤرشف من الأصل في 2020-10-06. اطلع عليه بتاريخ 2019-02-04.
- Murdock, Catherine Gilbert (26 أكتوبر 2018). "Animal Personae in The Book of Boy". Bookhounds YA [blog]. مؤرشف من الأصل في 2020-10-06. اطلع عليه بتاريخ 2019-02-04.